# Amtsgericht Woldegk
Das Amtsgericht Woldegk war ein Gericht der ordentlichen Gerichtsbarkeit in Woldegk.

## Geschichte
In Woldegk befand sich vor 1879 das großherzogliche Stadtgericht Woldegk als Eingangsgericht. Daneben bestanden Patrimonialgerichte. Übergeordnete Instanz war die Justizkanzlei Strelitz.
Mit der Verordnung zur Ausführung des Gerichtsverfassungsgesetzes vom 27. Januar 1877 vom 17. Mai 1879 wurden die Änderungen der Reichsjustizgesetze im Großherzogtum Mecklenburg-Strelitz umgesetzt. Die bisherigen Gerichte wurden aufgehoben und es wurden zehn Amtsgerichte (darunter das Amtsgericht Woldegk), ein Landgericht (das Landgericht Neustrelitz) und ein Oberlandesgericht (das gemeinsame Oberlandesgericht Rostock) geschaffen.
Der Gerichtssprengel des Amtsgerichts Woldegk umfasste danach die Stadt Woldegk mit Braschs Ausbau. Bruhns Ausbau, Carlsfelde, Carolinenhof, Eilmanns Ausbau, Friedrichsau, Hermannshof, Johannishöhe, Pankows Ausbau, Pfarrcolonus-Ausbau, Schönbrunn und Wilhelmshöhe, aus dem Domanialamt Feldberg die Orte Grauenhagen mit Vogelsang, Hinrichshagen, Neugarten, Neuhaus, Oltschlott, Blath mit Silberberg und Traumannshof, Rehberg und Vorheide, aus dem Domanialamt Stargard die Orte Badresch, Klein Daberkow, Alt Käbelich, Neu Käbelich, Lindow, Meetzka, Pasenow mit Ernstfelde, Johannesberg, Welkenhof, Tollenhof und Petersdorf sowie von ritterschaftlichen Gütern Canzow, Groß Daberkow, Georginenau, Göhren, Helpt mit Oertzenhof und Sophienhorst, Horns-Hurrah mit Blüchers Vorwärz und Gotisches Haus, Kreckow mit Schills Versteck, Mildenitz mit Carlsluft und Scharnhorst, Groß Miltzow mit Hasenkrug, Holzendorf und Ulrichshof und Klein Miltzow.
Das Amtsgericht hatte 1880 eine Richterstelle und war für 8247 Gerichtseingesessene verantwortlich. Es war damit ein kleines Gericht im Landgerichtsbezirk.
Nach dem Zweiten Weltkrieg wurden die Amtsgerichte im Land Mecklenburg neu geordnet, und das Amtsgericht Woldegk wurde nicht wieder errichtet.